# Slag bij Calatañazor
De Slag bij Calatañazor was een legendarische strijd tijdens de reconquista die vermoedelijk in juli 1002 bij Calatañazor plaatsvond tussen een binnenvallend Moors leger onder leiding van Almanzor en een troepenmacht van christelijke bondgenoten onder leiding van Alfons V van León. Sancho III van Navarra en Sancho I Garcés van Castilië.
Almanzor, die historisch gezien stierf in de nacht van 10 op 11 augustus, stierf waarschijnlijk aan verwondingen opgelopen tijdens de strijd. De historiciteit ervan werd voor het eerst aangetoond door Reinhart Dozy in 1881. De Franse Arabist Évariste Lévi-Provençal schreef de vernietiging van San Millán de la Cogolla door de islamitische Moren toe aan de campagne van Calatañazor.